# الصمم في البرتغال
الصمم في البرتغال يتضمن عدة عناصر مثل التاريخ والتعليم والمجتمع والعلاج الطبي التي يجب فهمها لاستيعاب تجارب الأفراد الصم وضعاف السمع (دي أتش أتش) في هذه المنطقة. يوجد حاليًا 60 ألف شخص في البرتغال من مستخدمي لغة الإشارة الصم. ومن بين هذا العدد هناك 100 مترجم للغة إشارة عاملين. حاليًا شكل لغة الإشارة المستخدمة في البرتغال هو لغة الإشارة البرتغالية (البرتغالية: Língua Gestual Portuguesa أل جي بيه). في البرتغال مدينتي لشبونة وبورتو لديهما أكبر عدد من السكان الصم.

## التاريخ
كان على مجتمع الصم وضعاف السمع في البرتغال التغلب على الشدائد لأن تاريخ مجتمعهم لم يكن سهلاً ولكنه يواصل التطور نحو مكان المساواة. في البرتغال كان للمسيحية تأثير قوي في المنطقة لذلك في القرن الخامس عشر كان يُنظر إلى الصم على أنهم غير بشريين لأنهم كانوا ممسوسين بالشياطين ويتجنبوهم بأي ثمن بسبب وجهات نظر دينية قديمة. ثم استمر هذا المنظور حتى بدأت البرتغال تشهد بعض التقدم في عام 1823 بعد أن قام الأستاذ السويدي بار آرون بورج بتنظيم أول مدرسة للصم في كاسا بيا في لشبونة. وأدى هذا الإنجاز إلى تشكيل لغة الإشارة البرتغالية والتي تأثرت بدرجة كبيرة بلغة الإشارة السويدية بصفة أساسية نتيجة لاستخدامها للأبجدية اليدوية. في عام 1880 -في مؤتمر ميلانو- تراجع مجتمع دي أتش أتش عدة خطوات إلى الوراء بسبب المناقشة حول الشفوية والتي بدأت تكتسب شعبية متزايدة. وقد أدى هذا إلى تعزيز الأيديولوجية التي تقول بأن اللغة الشفهية هي الشكل الوحيد الصحيح للتواصل. ولم يُقبل مجتمع دي أتش أتش في البرتغال في المجتمع الأكبر حيث لم يعترف بلغتهم في الجلسة. فبدءًا من عام 1997 تغير هذا لأنه في 20 سبتمبر عُدل الدستور وفي المادة 74 اعترفوا بلغة الإشارة البرتغالية رسميًا وقانونيًا كلغة. حيث ينص الدستور على أنه "في تنفيذ سياستها التعليمية من واجب الدولة: حماية وتقدير لغة الإشارة البرتغالية كتعبير ثقافي وأداة للوصول إلى التعليم والمساواة في الفرص". فبمجرد الاعتراف الرسمي بأل جي بيه فُتحت إمكانية أكبر للوصول إلى المعلومات في مجتمع دي أتش أتش. ومن الأمثلة على ذلك ما حدث في 19 مارس/آذار 1999 عندما مولت الحكومة مشروعاً لإنشاء خدمة الترجمة على شاشات التلفزيون العام. وبما أن هذه الترجمة النصية استخدمت صفحة نصية فقد خلقت أيضًا العديد من فرص العمل للصم كمترجمين. وعندما بدأ المسؤولون السياسيون في توظيف المترجمين أصبحوا معترف بهم ومنظمين بالقانون في 5 يوليو 1999.

## التعليم
تأسست أول مدرسة للصم في عام 1823 حيث ركز بورج برنامجه على تعليم مهارات الكتابة جنبًا إلى جنب مع الأبجدية الإشارية بطريقة متكاملة. ثم كان هذا النظام مستخدمًا حتى عام 1860 عندما أغلقت المدرسة. وبعد عقد من الزمان في عام 1870 تأسست المزيد من المدارس للصم في لشبونة وجيماريش وبورتو. وقد اتبعت هذه المدارس الجديدة نفس النهج مما أدى إلى نتائج أكبر حيث تمكن عدد أكبر من طلاب دي أتش أتش من الحصول على التعليم بسبب الزيادة في المدارس. لقد أدت موجة الخطابة في ثمانينيات القرن التاسع عشر إلى جعل التعليم بالنسبة لمجتمع دي أتش أتش صعبًا للغاية. كما حظر مؤتمر ميلانو أي استخدام للـأل جي بيه في عام 1893. في ذلك الوقت أُجبر طلاب دي أتش أتش على الالتحاق بالمدارس العادية دون مترجمين أو مساعدين وكان من المتوقع أن يتعلموا عن طريق قراءة الشفاه. في نفس العام اضطرت حتى مدرسة الصم والبكم في بورتو إلى استبدال أسلوب التدريس بالإشارة بأسلوب شفوي. واستمرت أساليب التدريس الشفهي طيلة الجزء الأكبر من القرن. في عام 1960 كان الباحث ويليام ستوكوي رائدًا في تطوير شكل من أشكال أل جي بيه بقواعد نحوية مماثلة للغات المنطوقة. وكان سوء الفهم أحد العوامل الرئيسية التي تمنع الأشخاص الأصحاء من استخدام لغة الإشارة لأنهم اعتقدوا أنها غريبة. وقد أدت هذه القدرة الجديدة على ربط اللغة الأم بالشخص إلى اتخاذ خطوات لإعادة دمج اللغة البرتغالية الرسمية مع النظام التعليمي البرتغالي. فعندما أصبحت لغة الإشارة البرتغالية لغة معتمدة في عام 1997 ألغيت أساليب التدريس الشفهي مما أدى إلى تحسينات كبيرة في النظام التعليمي لطلاب لغة الإشارة البرتغالية. وفي عام 1999 أصبح الحصول على شهادة المترجم متاحًا بسهولة مع المتطلبات الرسمية ومدونة الأخلاقيات بما في ذلك التدريب على لغة الإشارة وإكمال برنامج الترجمة الجامعية لتوفير الدعم المناسب لطلاب دي أتش أتش. ففي تسعينيات القرن العشرين قدم نظام التعليم البرتغالي نموذجًا ثنائي اللغة لدعم الطلاب الصم في مرحلة ما قبل المدرسة والمرحلة الابتدائية والمتوسطة. بناءً على هذا النموذج ستدرس لغة الإشارة البرتغالية باعتبارها اللغة الأساسية وستكون اللغة المنطوقة ثانوية. وفي الوقت الحاضر يذهب معظم طلاب دي أتش أتش إلى المدارس العامة ولكن بعض طلاب دي أتش أتش يلتحقون بمدارس للصم فقط. حيث تقوم المدارس التقليدية بدمج الطلاب ذوي الاحتياجات الخاصة في الفصول الدراسية المخصصة للصم والبكم أو توفير مساعدة منفصلة حيث يمكن توفير مترجم. وعندما يتعلق الأمر بالتعليم العالي أصبحت الجامعات والكليات تدريجياً أكثر سهولة في الوصول إليها بالنسبة لطلاب دي أتش أتش.

## المجتمع
وبما أن أعضاء مجتمع دي أتش أتش قد تعرضوا للتحيز والتمييز فقد تطور شعورهم بالانتماء للمجتمع إلى فخر لا ينكسر بلغتهم وثقافتهم. فالهدف الرئيسي لشعب الصم في البرتغال هو تثقيف الأشخاص الذين يسمعون حول الصعوبات التي يواجهها الصم بالإضافة إلى عدم المساواة المفروضة عليهم. ومن أجل تحقيق هذا تخطط مجتمعات الصم في جميع أنحاء البرتغال لتنظيم العديد من الأحداث الوطنية إلى جانب المسيرات التي تقترح أفكارًا حول كيفية التقدم وجعل فئة الصم أكثر نشاطًا. كما يتكرر في الفعاليات موضوع "الصم يتطلعون إلى المستقبل". إن الجمعية البرتغالية للصم كانت أول منظمة للصم في البرتغال تأسست عام 1958. وتتمتع مجتمعات الصم في البرتغال بنشاط كبير في السياسة. كما كانت الجمعية البرتغالية للصم الأشخاص الذين اتخذوا المبادرة الأولى لتحقيق الاعتراف الرسمي بلغة الإشارة البرتغالية. ومنظمة الصم الرائدة هي الاتحاد البرتغالي لجمعيات الصم (أف بيه إيه أس) التي تسعى إلى تعزيز حقوق مجتمع دي أتش أتش البرتغالي. كما يساهمون أيضًا في إحدى الجمعيات الحادية عشرة للاتحاد الأوروبي للصم والاتحاد العالمي للصم. لقد قطعت حقوق مجتمع دي أتش أتش شوطا طويلا ومع ذلك لا يزال هناك الكثير من العمل الذي يتعين القيام به. ثم يعبر مجتمع ذوي الاحتياجات الخاصة عن ضرورة وجود أدوات تعليمية من جميع الأنواع وتمثيل الأشخاص ذوي الاحتياجات الخاصة وتوليهم مناصب رسمية في السياسة والحكومة وتعلم المزيد من الأشخاص الذين يسمعون لغة الإشارة.

## الوصول إلى الرعاية الصحية
في البرتغال هناك تركيز على فحص السمع المبكر. ومن المستحسن أن يُفحص الأطفال قبل مغادرة المستشفى وليس بعد بلوغهم شهرًا واحدًا من العمر. فإذا كانت نتيجة فحص السمع غير محددة فسوف يتلقى الرضيع المزيد من تقييمات السمع. إن الحاجة الملحة للتشخيص المبكر لفقدان السمع ترجع جزئيًا إلى الرغبة في استخدام زراعة القوقعة عند الأطفال. مع أن فحص السمع هو الأكثر شيوعًا عند الأطفال إلا أن الأطفال الأكبر سنًا والبالغين يمكنهم الخضوع لنفس الاختبار في وقت لاحق من الحياة. ومع التقدم التكنولوجي تتطلع البرتغال إلى دمج مترجم ثنائي الاتجاه من أل جي بيه في العلاج الطبي. حيث سيسمح هذا بالترجمة الفورية للغة الإشارة البرتغالية إلى نص بدقة تصل إلى حوالي 90%.